# Gastrotheca peruana
Gastrotheca peruana es una especie de anfibios de la familia Amphignathodontidae.
Es endémica de Perú.

## Hábitat
Su hábitat natural incluye praderas tropicales o subtropicales a gran altitud, ríos, marismas de agua dulce, corrientes intermitentes de agua dulce, tierra arable, tierras de pastos, jardines rurales y áreas urbanas.